# Бульба Степан Степанович
Степан Степанович Бульба (нар. 19 липня 1950, село Омбиш, Борзнянський район, Чернігівська область) — український політик, голова Полтавської обласної державної адміністрації (2005–2006), народний депутат України 4-го та 5-го скликань.

## Біографія
Має вищу освіту. Степан Бульба закінчив Московську військово-інженерну академію імені В. В. Куйбишева за фахом військовий інженер-геодезист (1973–1978). Служив на командних посадах у військах, а з 1978 року — на викладацьких посадах кафедри тактики Полтавського вищого зенітного ракетного командного Червонопрапорного училища імені генерала армії М. Ф. Ватутіна.
У березні 1991 року Степан Бульба був обраний секретарем парткому училища з правами райкому партії і виконував ці обов'язки до заборони діяльності політичних партій у Радянській Армії. З вересня 1991 року — голова Офіцерських зборів зенітного ракетного училища.
У жовтні 1992 року Степан Бульба звільнений у запас за версією «у зв'язку зі скороченням Збройних сил України». Полковник запасу.
Після звільнення з армії до 2001 року Степан Бульба працював на викладацьких посадах у Полтавському державному педагогічному університеті імені В. Г. Короленка, спочатку на основній роботі, а з вересня 1998 року — за сумісництвом у зв'язку з призначенням на посаду помічника-консультанта народного депутата України І. С. Бокого.
Автор близько 50 наукових публікацій з історії, географії, демографії, економіки, геодезії і картографії, педагогіки.
Почесний член Академії воєнних наук Російської Федерації.
З 2002 по 2005 рік — народний депутат України IV скликання, голова підкомітету з проблем соціального захисту військовослужбовців, членів їх сімей та військових пенсіонерів Комітету Верховної Ради з питань національної безпеки і оборони, член Постійної парламентської делегації України в Асамблеї Західно-Європейського Союзу.
Автор і співавтор низки законів з питань соціального захисту військовослужбовців. Завдяки його діяльності прийнято закони, які ліквідували диспропорції в пенсійному забезпеченні військовослужбовців Радянської Армії і Збройних сил України.
З лютого 2005 по травень 2006 року — голова Полтавської обласної державної адміністрації.
2006–2007 роки — народний депутат України V скликання, голова підкомітету Комітету з питань національної безпеки і оборони, член Постійної парламентської делегації України в Парламентській Асамблеї НАТО.
Член Соціалістичної партії України з березня 1995 року. Перший секретар Полтавського обкому СПУ.
Активний учасник Всеукраїнських акцій протесту «Україна без Кучми!», «Повстань, Україно!». За організацію масових мітингів і пікетувань у Полтаві за президентства Леоніда Кучми неодноразово притягувався до суду. У період подій осені 2004 — зими 2005 рр. Степан Бульба очолював Полтавський обласний штаб Комітету національного порятунку.
2010 рік — кандидат на посаду міського голови Полтави від Соціалістичної партії України.
Одружений. Має трьох дочок, двох онуків. Захоплення: поезія, публіцистика, рибалка.